# End of Innocence
End of Innocence — є другим офіційним DVD релізом фінського симфо-павер-метал квінтету Nightwish. DVD містить безліч записаних наживо пісень групи, особливо можна виділити ранню роботу, а саме «Beauty and the Beast», яку виконують Тар'я Турунен — жіноча партія та Марко Хієтала — чоловіча партія. Раніше чоловічі партії, при виконанні цієї пісні виконували Туомас Холопайнен або Тоні Какко з групи Sonata Arctica.
Однак, основну частину «End of Innocence» складає документальний фільм, який охоплює інтерв'ю з Туомасом Холопайненом (клавіші), Юккою Невалайненом (барабани) та Тапіо Вільскою (запрошений музикант та друг групи, а також екс-вокаліст групи Finntroll), та декілька коротких кліпів про те як група живе під час туру, записів в студії, їх різні витівки та жарти .
Обмежена редакція «End of Innocence» охоплює також CD, який був записаний наживо та отримав назву Live at Summer Breeze 2002. Він включає такі композиції: «End of All Hope», «Dead to the World», «10th Man Down», «Slaying the Dreamer», «Over the Hills and Far Away», «Sleeping Sun», «The Kinslayer» and «Come Cover Me»..

## Список матеріалів
1. «End of Innocence» (Документальний фільм)
2. Відеозапис: 4 липня 2003 року в Норвегії
- 1. «Sleeping Sun»
- 2. «Wild Child»
- 3. «Beauty and the Beast»
- 4. «She is My Sin»
- 5. «Slaying the Dreamer»

3. Відеозапис: Summer Breeze Open Air 2002 (Звук 5.1)
- 1. «End of all Hope»
- 2. «Dead to the World»
- 3. «10th Man Down»
- 4. «Slaying the Dreamer»
- 5. «Over the Hills and Far Away»
- 6. «Sleeping Sun»

4. Музичні відео
- 1. «End of All Hope»
- 2. «Over the Hills and Far Away»

5. Інтерв'ю для бразильського MTV
6. Фото галерея
- 1. Прихований трек «Sleepwalker» (acapella), який співає Тар'я. → (4) , ↓ (2), ← (1), ↓ (5), → (2), ↑ (2), → (1), всі до закінчення ↓ та потім до самого кінця → після цього з'явиться повідомлення.

## Учасники

### Група
- Туомас Холопайнен — композитор, клавишні
- Тар'я Турунен — вокал
- Емппу Вуорінен — гітара
- Юкка Невалайнен — ударні
- Марко Хієтала — бас-гітара

### Гості
- Тапіо Вільска — оповідач у документальному фільмі

### Команда
- Теро Кіннунен — Продюсер
- Мікко Карміла — Mix
- Маппе Олілла — Директор